# Johannes Warns
Johannes Warns (21. ledna 1874, Osteel - 27. ledna 1937, Wiedenest) byl německý protestantský teolog, význačná postava bratrského hnutí a vedoucí Biblické školy pro vnitřní i zahraniční misii.
Pocházel z východofríské pastorské rodiny. Vystudoval teologii v Berlíně, během studií prožil osobní obrácení na shromáždění Armády spásy. Opustil evangelickou církev a připojil se k svobodným sborům. Od roku 1905 vyučoval na nově založené Biblické škole v Berlíně, jejíž sídlo bylo roku 1919 přeloženo do Wiedenestu. Warns se stal vedoucím školy a zůstal jím až do své smrti.
Často cestoval do zemí střední a východní Evropy, kde přispěl k vzniku a rozvoji svobodných sborů.
Byl literárně činný. Vydával časopis Offene Türen (Otevřené dveře); z jeho děl byl do češtiny přeložen spis 500 Entwürfe zu biblischen Ansprachen (500 náčrtů k biblickým proslovům) (vyšel v překladu Jana Zemana).